# ويلس آب
ويلس آب (Wheels Up) هي شركة طيران تخدم بشكل أساسي أعضاء في الولايات المتحدة. تم تأسيسها في عام 2013 من قبل كيني ديشتر وبيل ألارد وجوستين فايرستون، باستخدام نموذج عمل للعضوية / عند الطلب.

## نموذج العمل
يمكن لأعضاء ويلس آب حجز طائرات خاصة قصيرة ومتوسطة المدى من أسطول الشركة بسعر شامل للساعة باستخدام تطبيق الهاتف المحمول. وهي تختلف عن المنافسين مثل نت جيت، حيث يمتلك الأعضاء أسهمًا في طائرات معينة، ووفقًا لمجلة تايم، فهي أشبه بأنظمة التأجير حسب الطلب مثل «زيبكار»(Zipcar). لآحقا،استحوذت على شركة دلتا الطائرات الخاصة، وشركة إدارة السفر، و«غاما أفيشيين سيغنتشر»، نمت مجموعة ويلس آب حتى أصبحت الآن ثاني أكبر مشغل طائرات خاصة  في الولايات المتحدة بعد نت جيت مع 160161 ساعة طيران في 2019، و 3.6٪ من الجزء الولايات المتحدة سوق «القسم 91» (Part 91) و «القسم 91 كيه» (91K) و«القسم 135» (135).

## تاريخ
تأسست الشركة في عام 2013 من قبل رواد الأعمال كيني ديشتر وبيل ألارد وجوستين فايرستون. في أغسطس عام 2013، أعلنت الشركة فريق إدارتها. أكدت  الشركة طلبية شراء من شركة بيتشكرافت لعدد 105 طائرة من طراز سوبر كينغ إير 350i ذات الدفع المروحي التوربيني في صفقة تبلغ قيمتها 1.4 مليار دولار أمريكي، بما في ذلك الصيانة. تركز الشركة على الأسواق غير المحورية التي تخدمها الخطوط الجوية التجارية بشكل أقل فعالية. تشترك ويلس آب ومنافستها نت جيت في إستراتيجية تسويق تتضمن الترفيه في الأحداث الرياضية الكبرى لأعضائها من كبار الشخصيات. وتمتلك الشركة خدمات نقل موسمية مثل خدمة ليلة الجمعة بين مطار ستشستر ‏ في نيويورك ومطار فورت لودرديل التنفيذي ‏ في ولاية فلوريدا، وكذلك  الرحلات المكوكية لألعاب كرة القدم والمعروفة باسم «نفس يوم اللعبة» (Same Day Game Day).
بحلول عام 2014، كان لدى الشركة أكثر من 1000 عضو واستحوذت على 27 طائرة كينغ أير جديدة و10 طائرات سيسنا سايتايشن مجددة بالكامل. بعد خمس سنوات من العمل في الولايات المتحدة فقط، باعت الشركة 5379 عضوية فردية و379 عضوية شركات وامتلكت 72 طائرة كينغ إير و20 طائرة سايتايشن. في عام 2017، حلقت ويلس آب بمقدار 59،960 ساعة وغطت ما يقرب من 15 مليون ميل (24 مليون كم). [14] تطير ويلس آب أيضًا سوبر كينغ إير 350i، والتي تتميز بقدرتها على الهبوط والإقلاع من مدارج قصيرة مع سعة شحن جيدة وتتسع لتسعة ركاب.
في سبتمبر 2019، أعلنت ويلس آب أنها اشترت «أفيانيس» (Avianis)، وهي منصة (B2B) تعمل على تبسيط الاتصالات بين المشغلين والوسطاء. في 2 مارس 2020، أعلنت شركة ويلس آب أنها استحوذت على«غاما أفيشيين سيغنتشر» (Gama Aviation Signature)، وهي أكبر شركات تأجير طائرات تابعة للجزء 135 في الولايات المتحدة. في أبريل 2020، أطلقت ويلس آب مبادرة "Meals Up" مع راسل ويلسون ومنظمة (Feeding America) غير الربحية لتمويل الغذاء للأسر المتضررة من وباء كوفيد-19 بمساهمات قادمة من جيه. جيه. واط ‏ وجينيفر لوبيز وتوم برادي وأليكس رودريجيز وجيزيل بوندشين.
في كانون الثاني (يناير) 2021، استحوذت ويلس آب على «ماونتن أفييشن» (Mountain Aviation)، وهي مشغل مستأجر من الجزء 135، والتي تدير أكبر أسطول سيسنا سايتايشن 10 في الولايات المتحدة.

## التمويل
في يناير 2018، أعلن الرئيس التنفيذي كيني ديختر على قناة (CNBC Squawk Box) أن الشركة احتفظت ببنك أوف أمريكا وغولدمان ساكس لاستكشاف «المبادرات الاستراتيجية».
في 9 ديسمبر 2019، أعلنت دلتا إيرلاينز أنها استحوذت على حصة في ويلس آب، لتصبح أكبر مستثمر لها ودمجها في الربع الأول من عام 2020 مع شركة «دلتا برايفت جت» (Delta Private Jets) التابعة لها، والتي تدير بدورها 70 طائرة أعمال، ليصبح أسطول طائراتها 190.  في 29 يناير 2020، قالت ويلس آب إن صفقتها مع دلتا إيرلاينز للاستحواذ على «دلتا برايفت جت» قد أُغلقت. تم تعيين جيل ويست المدير التنفيذي لشركة دلتا في مجلس إدارة شركة ويلس آب.
في 1 فبراير 2021، أعلنت الشركة أنها تتوقع إغلاق عملية اندماج مع شركة الاستحواذ ذات الأغراض الخاصة، (Aspirational Consumer Lifestyle Corp). في الربع الثاني.

## روابط خارجية
- الموقع الرسمي